# IC 1550
IC 1550 је лентикуларна галаксија у сазвјежђу Андромеда која се налази на листи објеката дубоког неба у Индекс каталогу.
Деклинација објекта је + 38° 11' 7" а ректасцензија 0h 24m 27,8s. Привидна величина (магнитуда) објекта IC 1550 износи 14,1 а фотографска магнитуда 15,1. IC 1550 је још познат и под ознакама MCG 6-2-2, CGCG 519-8, PGC 1533.